# Aspergillus dybowskii
Aspergillus dybowskii är en svampart som först beskrevs av Narcisse Theophile Patouillard, och fick sitt nu gällande namn av Samson & Seifert 1986. Aspergillus dybowskii ingår i släktet Aspergillus och familjen Trichocomaceae.   Inga underarter finns listade i Catalogue of Life.